# Josef Němec (politik)
Josef Němec (16. listopadu 1906 – 8. října 1980) byl český a československý politik Komunistické strany Československa a poúnorový poslanec Národního shromáždění ČSR, Národního shromáždění ČSSR a Sněmovny lidu Federálního shromáždění.

## Biografie
X. sjezd KSČ ho zvolil členem Ústředního výboru Komunistické strany Československa. XI. sjezd KSČ, XII. sjezd KSČ a XIII. sjezd KSČ ho ve funkci potvrdil.
K roku 1954 se profesně uvádí jako vedoucí tajemník Městského výboru KSČ v Praze.
Ve volbách roku 1954 byl zvolen do Národního shromáždění za KSČ ve volebním obvodu Praha-město. Mandát opět získal ve volbách v roce 1960 (nyní již jako poslanec Národního shromáždění ČSSR za Středočeský kraj, podílel se na přípravě nové ústavy z roku 1960) a volbách v roce 1964. V Národním shromáždění zasedal až do konce jeho funkčního období v roce 1968.
Po federalizaci Československa usedl roku 1969 za KSČ do Sněmovny lidu Federálního shromáždění (volební obvod Kladno-město). V parlamentu setrval do konce jeho funkčního období, tedy do voleb v roce 1971. K roku 1968 se uvádí jako důchodce.